# Міз Марвел (Камала Хан)
Камала Кхан — вигадана персонажка з коміксів американського видавництва Marvel Comics. Створена редакторкою Саною Аманат, сценаристкою Дж. Віллоу Вілсон і художником Едрієном Альфона, Кхан є першою героїнею-мусульманкою, яка отримала власну серію коміксів Marvel. Перш ніж отримати власну серію у All-New Marvel NOW! Point-One #1 (січень 2014), Кхан з'явилася на сторінках журналів Captain Marvel #14 (серпень 2013 року) та Captain Marvel #17 (листопад 2013 року). Кхан стала гедлайнером третього тому Miss Marvel в лютому 2014 року.
У всесвіті Marvel, Камала — підлітка пакистансько-американського походження з Нью-Джерсі. Вона володіє здатністю змінювати форму тіла. Камала виявляє, що у неї є надлюдські здібності, та бере кодове ім'я Міз Марвел від її кумирки Керол Денверс.